# 宿椿
宿椿（1504年—？），字孔齡，號榖泉，山西瀋陽郡牧所旗籍榆次縣人，明朝政治人物。

## 生平
山西鄉試第二十四名舉人。嘉靖十四年（1535年），登第三甲第一百三十三名進士。

## 家族
曾祖宿清，曾任義官；祖父宿昭，曾任監生；父宿政，曾任儀賓。前母萊蕪縣主；前母韓氏；母劉氏；繼母栗氏。具庆下。